# Бартоломеевка
Бартоломеевка (бел. Барталамееўка; Бутромеевка) — деревня в составе Радужского сельсовета Ветковского района Гомельской области Белоруссии.
В результате катастрофы на Чернобыльской АЭС и радиационного загрязнения жители (340 семей) переселены в 1992 году в чистые места.

## География
На юге и западе граничит с лесом.

### Расположение
В 17 км на северо-восток от Ветки, 38 км от Гомеля, 32 км от железнодорожной станции Добруш (на линии Гомель — Вышков).

## Транспортная сеть
Рядом автодорога Светиловичи — Ветка. Планировка состоит из 3-х параллельных между собой (две длинные, одна короткая) улиц, ориентированных с юго-запада на северо-восток, которые пересекаются длительной улицей, ориентированной с юго-востока на северо-запад. Застройка деревянная, усадебного типа. Восточнее деревни находится частично ликвидированная узкоколейная железнодорожная линия, которая, до момента закрытия перевозила торф с разработок в районе реки Увич.

## Административное устройство
В 1926—1954 и 1970—1991 гг. центр Бартоломеевского сельсовета. С 16 июля 1954 года по 21 октября 1968 года деревня в составе Новогромыцкого сельсовета, с 21 октября 1968 года по 25 июня 1970 года — в составе Беседского сельсовета. До 2013 года деревня находилась в районном подчинении.

## История

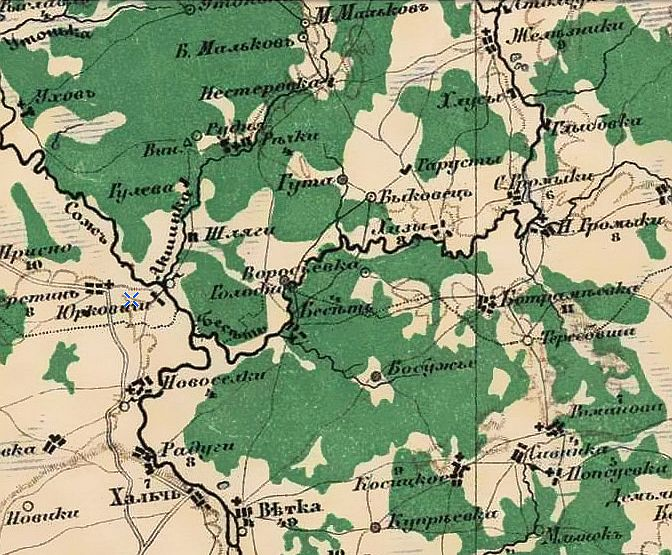
Бартоломеевка (Батрамеевка) на карте Стрельбицкого И. А., 1865 г.

Выявленные археологами поселения каменного и бронзовых веков (0,3 км на восток от деревни, в урочище Выдьма) свидетельствует о заселении здешних обителей в глубокой древности. По письменным источникам известна с XVIII века как деревня в Гомельском старостве Речицкого повета Минского воеводства Великого княжества Литовского В 1737 году деревенская православная Свято-Николаевская церковь была преобразована в униатскую.
После 1-го раздела Речи Посполитой (1772 год) в составе Российской империи. В 1785 году во владении князя Холецкого и дворянки Бычковской. В 1852 году владение помещика Сенежецкого. В 1879 году хозяин Герард Владимир Николаевич для поместий Бартоломеевка, Воробьёвка и Сеножатки владел 1688 десятинами земли. В 1886 году располагались: церковь, 2 ветряные мельницы, хлебозапасный магазин. Согласно переписи 1897 года располагались: церковь (деревянная), церковно-приходская школа, винная лавка, 3 ветряные мельницы, маслобойня, кузница. В 1909 году 2303 десятины земли, в Речковской волости Гомельского уезда Могилёвской губернии.
В 1926 году работали начальная школа, изба-читальня, почтовый пункт. С 8 декабря 1926 года по 25 июня 1962 года и с 25 июня 1970 года до 11 июня 1980 года центр Бартоломеевского сельсовета Ветковского, с 9 декабря 1926 года Чечерского, с 25 декабря 1962 года Буда-Кошелёвского, с 6 января 1965 года Ветковского районов Гомельского (до 26 июля 1930 года) округа, с 20 февраля 1938 года Гомельской области.
В 1930 году создан колхоз «Борец», работали деревообрабатывающая артель (с 1931 года), 2 ветряные мельницы, кузница. В 1940 году работал кирпичный завод. Во время Великой Отечественной войны в боях за деревню и окрестность 28 сентября 1943 года погибли 50 советских солдат (похоронены в братской могиле в центре деревни), 210 жителей погибли на фронте. В 1968 году к деревне присоединён посёлок Красная Звезда и переселились жители посёлка Гвозное. Была центром совхоза «Высокоборский». Размещались торфобрикетный завод, средняя школа, клуб, библиотека, фельдшерско-акушерский пункт, отделение связи, столовая, 3 магазина.
В состав Бартоломеевского сельсовета входили в настоящее время не существующие: до 1968 года посёлок Красная Звезда, до 1980 года посёлок Высокий Бор. С 1988 в деревне проживали Иван Музыченко и его жена Елена.

## Население

### Численность
- 2012 — 3 жителя

### Динамика
- 1775 год — 392 жителя.
- 1852 год — 67 дворов.
- 1886 год — 156 дворов, 760 жителей.
- 1897 год — 191 двор, 1218 жителей (согласно переписи).
- 1909 год — 197 дворов, 1350 жителей.
- 1926 год — 238 дворов.
- 1940 год — 256 дворов.
- 1959 год — 844 жителя (согласно переписи).
- 1992 год — жители (340 семей) переселены.
- 2010 год — жителей нет.

## Достопримечательность
- Братская могила (1943) —  Историко-культурная ценность Республики Беларусь, шифр 313Д000149